# Ancien Culte Mahorie
Ancien Culte Mahorie è un testo scritto da Paul Gauguin, presumibilmente nell'anno 1892, durante il primo viaggio a Tahiti del pittore.
È composto da 76 pagine, 57 delle quali sono state utilizzate: Gauguin vi ha riportato alcuni passi della mitologia polinesiana estratti direttamente (e, in alcuni casi, rielaborati) dal testo Voyages Aux Iles du Grand Océan di Jacques Antoine Moerenhout.
Il titolo significa, infatti, Antico Culto Maori (da notare che Mahorie è una trascrizione scorretta del termine Maori, il quale non cambia nella lingua francese).
Il testo è suddiviso in 15 capitoletti (qui ne è riportata la traduzione in italiano, nonché la versione in lingua francese):
- Création - Creazione (pg. 1)
- Traduction - Traduzione (pg. 9)
- Eternité de la Matière - Eternità della Materia (pg. 13)
- Atuas - Atua (pg. 14)
- Oromatuas - Oromatua (pg. 19)
- Tiis - Tii (pg. 20)
- Societé des Arèois - Società degli Areoi (o Arioi) (pg. 23)
- Réflexions - Riflessioni (pg. 32)
- Légende de Roua hatou - Leggenda di Roua hatou (pg. 36)
- Naissance des Etoiles - Nascita delle Stelle (pg. 38)
- Leur astronomie - La loro astronomia (pg. 41)
- Nomination d'un Roi - Nominazione di un Re (pg. 43)
- Légende de Téfatou - Leggenda di Téfatou (o Fatu) (pg. 48)
- Prière Maorie - Preghiera Maori (pg. 51)
- Fragments de Discours - Frammenti di Discorso (pg. 52)

Il manoscritto è in lingua francese, più alcuni estratti in lingua tahitiana di cui, a seguire, è sempre riportata una traduzione.
Paul Gauguin vi ha riportato, inoltre, alcune illustrazioni in acquarello tese a rappresentare i diversi episodi. Sono presenti, in tutto 25 illustrazioni.
Il manoscritto originale è, dal 1927, conservato al museo del Louvre di Parigi. La prima pubblicazione fac-simile è avvenuta nel 1951, a cura della casa editrice parigina Pierre Berès (La Palme).

## Edizioni
- Paul Gauguin, Ancien Culte Mahorie, Parigi, Éditions Hermann, 2005. ISBN 2-7056-6437-8